# 曽根由希江
曽根 由希江（そね ゆきえ、1985年4月27日 - ）は、日本のタレント、シンガーソングライター。東京都出身。ルーツ音楽出版が楽曲権利を管理。元プロダクション尾木所属。父は作曲家の曽根幸明。母は女優、歌手の太田きよみ。

## 来歴
2007年2月から2013年8月まで『王様のブランチ』（TBS）のブランチリポーターとして出演。2007年4月から2010年9月まで『YAMAMAN presents MUSIC SALAD FROM U-kari STUDIO』（bayfm）の月・水曜日担当のラジオパーソナリティとしてレギュラー出演。千葉県佐倉市ユーカリが丘の「ユーカリプラザ」1階にある「ユーカリスタジオ」から生放送。当番組降板後、同局で『曽根由希江のsongS one』が開始。2009年10月から文化放送『リッスン? 〜Live 4 Life〜』の木曜日担当。2015年10月からShusuiと共にbayfm『あしたの音楽』DJを担当。2016年4月から2017年3月まで、メイクアップアーティスト・ピカ子と共に番組立ち上げメンバーとしてbayfm『It!』木曜日を担当。
岸本梓と音楽ユニット「音野菜」を組み、2008年3月26日に「愛花」でCDデビュー。2009年2月11日にドリーミュージックより配信限定曲「あおげばとうとし」でソロ・デビュー。2010年10月6日に「ギンモクセイ」でCDデビュー。C/Wには前述の「あおげばとうとし」を収録。2016年11月、インディーズ・ミニ・アルバム「alwayS one」を発表。ライブ会場限定で発売。2017年4月、それまで公言せずに活動していたが、父の死と共に作曲家曽根幸明の娘だと自身のブログで初めて明かした。これにより母の方も太田きよみであることも同時に判明している。2021年7月30日自身が担当しているbayfm『あしたの音楽』内で一般男性との結婚を発表。

## 人物
2歳からピアノを始める。初めての作詞作曲は高校生の時の実体験から。中学時代に和太鼓を少々。川村学園には幼稚園から高校まで通学。中学の合唱コンクールでピアノの伴奏を担当し演奏を披露したが、賞を逃し号泣した。学生時代は「ちゃんちゃん」「ちゃんち」という愛称で親しまれた。愛称は「曽根ちゃん」で、ブランチ同期のリポーターからは「ゆち」と呼ばれる。『リッスン? 〜Live 4 Life〜』月曜日パーソナリティの大島麻衣からは「ちゃん曽根」、水曜日パーソナリティの虎南有香からは「ちゃん由希江」と呼ばれる。『日野ミッドナイトグラフィティ 走れ!歌謡曲』金曜日パーソナリティの柚月美穂からは「そねそね」と呼ばれる。『YAMAMAN presents MUSIC SALAD FROM U-kari STUDIO』の火・木曜日担当パーソナリティの岸本梓からはブログ上で「曽根子」と呼ばれることがあり、2011年時点では本人もブログで自分のことを「曽根子」と呼ぶことが増えた。人生で初めて本命であげたバレンタインのお返しに貰ったものは赤いふぐのストラップ。好きなゲームはクロノトリガー。その他もロールプレイングゲーム好き。自称ゲームミュージックに詳しい。
趣味は映画・音楽鑑賞、ドライブ、ショッピング、水族館にシャチを見に行くこと、漫画、ゲーム、人間観察。特技は絵を描く。性格は明るい、温和、感受性が強い、よく泣く、よく笑う、よく喋る、集中力・洞察力がある、お人好し、頑固、実は人見知り、実は一匹狼、寂しがり屋、家族・友達が大好き。好きな食べ物は辛いもの、野菜、肉、炙り寿司、お酒、エイヒレ。心がけていることは他人を傷つけない、向上心を忘れない。

## 出演

### テレビ
- 王様のブランチ（TBSテレビ、2007年2月3日 - 2013年8月31日）※不定期出演
- まもなくHEY!HEY!HEY! MUSIC CHAMP（BSフジ、2007年4月7日 - ）
- ミュージックステーション（テレビ朝日、2011年6月10日）
- MUSIC JAPAN（NHK総合テレビジョン、2011年5月29日）
- ハッピーMusic（日本テレビ、2011年5月27日）
- ライブB♪（TBS、2010年9月28日・2011年5月31日・11月29日・2012年4月24日）
- 月刊MelodiX!（テレビ東京、2011年11月26日）
- Girls TV!（United Square、制作協力ドリマックス・テレビジョン、東京メトロポリタンテレビジョン他全国26局ネット、2012年4月21日）

### ラジオ
- YAMAMAN presents MUSIC SALAD FROM U-kari STUDIO（bayfm、2007年4月2日 -　2010年9月29日 ）
- SUNDAY IN THE PARK（エフエム富士、2009年3月1日）
- CinDy Syndrome（bayfm、2009年4月2日・11月5日・2010年2月18日）
- リッスン? 〜Live 4 Life〜（文化放送、2009年10月5日 -　2015年3月24日 ）
- songS one（bayfm、2010年10月04日 - 2015年3月31日 ）
- あしたの音楽（bayfm、2015年10月2日 - ）

### CM
- au by KDDI（2007年9月1日 - 11月30日 ）誰でも割 「なんで?」篇
- アサヒビール「アサヒ お茶酎 玉露と抹茶チューハイ」（2009年1月17日 - ）

### ゲーム
- サンシャイン牧場（Rekoo Japan、2012年4月26日～4月27日）

## 作品

### シングル
| 枚  | 発売日        | タイトル       | オリコン |
| --- | ------------- | -------------- | -------- |
| 1st | 2010年10月6日 | ギンモクセイ   | 72位     |
| 2nd | 2011年5月25日 | HOME           | 49位     |
| 3rd | 2011年11月9日 | 君のとなりに   | 24位     |
| 4th | 2012年4月25日 | ねぇ、どうして | 48位     |
| 5th | 2013年4月10日 | 願っているから | 42位     |
| 6th | 2014年3月5日  | 瞳にキスを     | 134位    |

### アルバム
| 枚  | 発売日        | タイトル | オリコン |
| --- | ------------- | -------- | -------- |
| 1st | 2012年6月27日 | to You   | 39位     |

### ミニ・アルバム
| 枚  | 発売日        | タイトル | オリコン |
| --- | ------------- | -------- | -------- |
| 1st | 2010年12月8日 | スマイル | 100位    |

### 参加アルバム
| アーティスト | 発売日        | アルバム | タイトル                 |
| ------------ | ------------- | -------- | ------------------------ |
| Jam9         | 2016年3月23日 | SKETCH   | 月照歌 -feat.曽根由希江- |

### 配信限定シングル
| 枚  | 発売日        | タイトル         |
| --- | ------------- | ---------------- |
| 1st | 2009年2月11日 | あおげばとうとし |